# Gustav Knoblauch

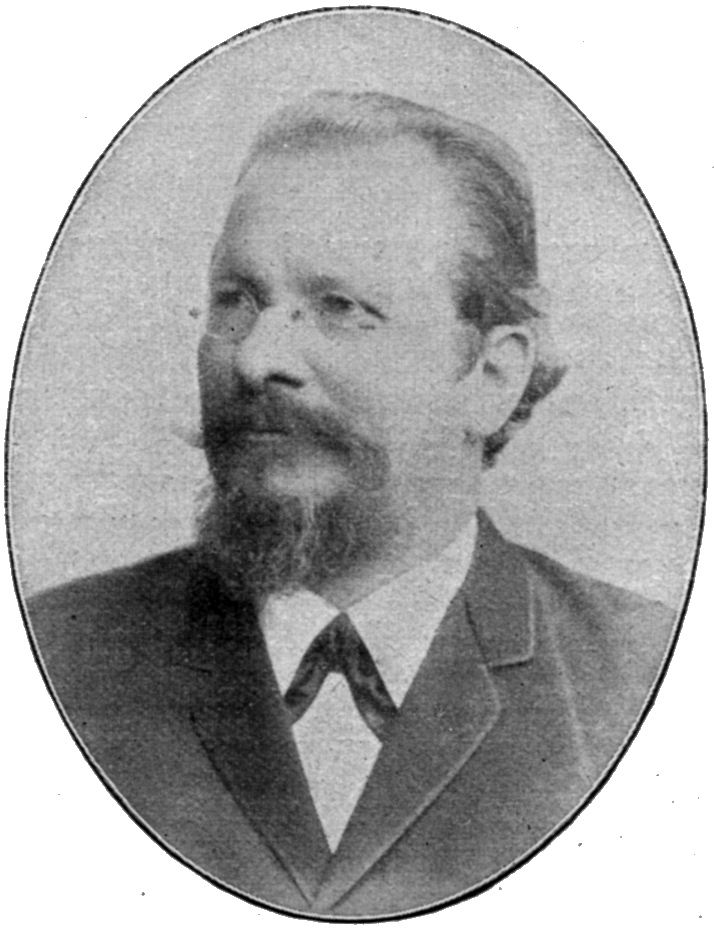
Gustav Knoblauch

Gustav Knoblauch (* 25. Oktober 1833 in Berlin; † 26. Februar 1916 ebenda) war ein deutscher Architekt.

## Leben
Gustav Knoblauch, Sohn des Berliner Architekten Eduard Knoblauch (1801–1865), entdeckte das Interesse an seinem späteren beruflichen Werdegang durch die Tätigkeiten seines Vaters. Nach einer Lehre bei einem Maurermeister in Halberstadt absolvierte Gustav Knoblauch ein Studium an der Berliner Bauakademie, das er mit dem Examen als Privatbaumeister abschloss. 1862 übernahm Knoblauch das väterliche Architektenbüro, nachdem sein Vater wegen Krankheit nicht mehr weiter tätig sein konnte.
1865 schloss sich Knoblauch beruflich mit seinem langjährigen Freund und Architekten Friedrich Hollin zusammen. 1866 schloss er ein weiteres Examen an der Bauakademie als Baumeister ab. Nach dem Tod seines Freundes Hollin arbeitete Knoblauch von 1871 bis 1887 mit dem Architekten Hermann Wex (gestorben 1887) zusammen. Ab 1909 bildete er zusammen mit seinem Sohn Arnold und dem Regierungsbaurat a. D. Ernst Mellin eine Architektengemeinschaft.
1879 war Knoblauch eines der Gründungsmitglieder der Vereinigung Berliner Architekten.
Neben seinen Architektentätigkeiten engagierte sich Gustav Knoblauch auch ehrenamtlich bei der Stadt Berlin. Hier war er als Bürgerdeputierter für die Handwerker- und technischen Fortbildungsschulen tätig.
In seiner beruflichen Schaffenszeit war Knoblauch neben seinen Architektentätigkeiten zum einen auch Direktor der Baugesellschaft Belle Alliance mit Sitz in Berlin sowie bei den Greppiner Werken Aufsichtsratsvorsitzender. Die Greppiner Werke stellten einen hart gebrannten gelben Klinker (Greppiner Klinker) her, der bevorzugt im Fassadenbau der damaligen Zeit Verwendung fand.

## Familie
Gustav Knoblauch war verheiratet mit Hulda Sophie Gertrud (* 1851), einer Tochter des Stadtverordnetenvorstehers Dr. med. Paul Langerhans, Sohn des Baubeamten Friedrich Wilhelm Langerhans. Er hatte die Kinder Julie Anna (* 1873), Arnold Paul und Elisabeth Margarethe (* 1882). Er starb 84-jährig in seiner Heimatstadt.

## Werke (Auswahl)

### 1863–1865
- 1859–1866 Neue Synagoge, Oranienburger Straße 28–30, Berlin-Mitte  (Mitarbeit und Bauleitung ab 1865, Entwurf Eduard Knoblauch, 1865–66 zusammen mit seinem Bruder Edmund vollendet)
- 1860 Villa Pflug, Alt-Moabit 117/118 (zusammen mit Bernhard Kolscher, Entwurf Eduard Knoblauch)
- 1862–1864 Schloss Wödtke für Karl Louis von Wödtke, Wödtke, heute Otok in Polen

### 1865–1871, Knoblauch & Hollin
- 1866 Grabkapelle Familie Elbe-Carnitz, Karnitz, heute Karnice in Polen
- 1866–1867 Städtisches Krankenhaus in Berlin-Charlottenburg, Gierkezeile 5–7, Berlin-Charlottenburg, Denkmal Nr. 09040491
- 1866–1868 Villa Franz für Prof. Dr. Rudolph Franz, Plauesche Straße 4, Arnstadt
- 1867 Königliches Lehrerseminar, Hilchenbach (heute Carl-Kraemer-Realschule)
- 1869/70 Wohnhaus Franz, Berlin, Alexanderstraße 41 (zerstört)
- 1870–71 Begräbnisstätte Familie Keibel und Familie Franz auf dem St. Marien und St. Nicolai-Friedhof, Berlin-Prenzlauer Berg
- 1871 Lehrerseminar Kyritz heute Friedrich Ludwig Jahn Gymnasium, Perleberger Straße 6, Kyritz

### 1871–1887, Knoblauch & Wex
- 1871–79 Grube Ilse [Ilse Bergbau AG] (Kunheim & Co.), Großräschen/Bückgen
- 1871–88 Chemische Fabrik »Kanne« (Kunheim & Co.), Berlin-Niederschöneweide (später Kali-Chemie AG)
- 1872 Oberbergamt, Dortmund
- 1873–1875 Gymnasium Rinteln
- 1874–1875 Russische Botschaft, Berlin
- 1874–1876 Lehrerseminar Wunstorf heute Ludwig Hölty-Gymnasium, Hindenburgstraße 25, Wunstorf
- 1874–1877 Königliches Schullehrer-Seminar, Hilchenbach (heute Karl-Craemer-Realschule)
- 1876 Lehrerseminar, Uetersen (heute Ludwig-Meyn-Gymnasium)
- 1876 Grabmal von Georg Heinrich Pertz auf dem Dreifaltigkeitskirchhof II, Berlin-Kreuzberg
- 1876 Rollschuhbahn an der Bernburger Straße 22a/23, Berlin-Kreuzberg, 1888 umgebaut zur Alten Berliner Philharmonie durch Franz Schwechten, 1944 kriegszerstört
- 1877 Lehrerseminar, Usingen (im Usinger Schloss, heute Christian-Wirth-Schule)
- 1878 Herrenhaus von Günther von Zitzewitz, Krien, heute Krzynia in Polen
- 1878–1880 Pädagogium Züllichau, heute Sulechów in Polen
- 1879 Schloss Hebrondamnitz, heute Damnica in Polen
- 1879 Friedhofskapelle auf dem Parochialfriedhof Boxhagener Straße 99–101 (heute Theaterkapelle)
- 1879 Königliche Seminar für Stadtschullehrer in der Friedrichstraße 229, abgerissen 1914
- 1880–1881 Palais Eger, Tempelhofer Ufer 11, Berlin-Kreuzberg, Denkmal Nr. 09030690
- 1884 Umbau der Parochialkirche, Berlin
- 1886–1887 Friedhofskapelle der Markus- und Andreasgemeinde, Konrad-Wolf-Straße 33–36, Berlin-Hohenschönhausen

### 1888–1904
- 1888 Grabmal der Familie des Messingwarenfabrikanten Wilhelm Borchert (1816–1888) auf dem Alter St.-Matthäus-Kirchhof, Berlin-Schöneberg (an der rechten Seitenbrüstung außen bezeichnet); der zugehörige Marmorengel von Julius Moser heute auf der Grabstätte der Familie Eisenblätter
- 1891–1893 Basler Feuer- und Lebensversicherung, Friedrichstraße 31, Berlin-Kreuzberg, Denkmal Nr. 09031143
- 1892 Grabmal von Eduard Wiebe auf dem Alten Zwölf-Apostel-Friedhof, Berlin-Schöneberg
- 1894 Herrenhaus von Albrecht von Zitzewitz, Rummelsburg-Turzig, heute Tursko in Polen
- 1897 Mietshaus mit Werkstatt, Planufer 92B, Berlin-Kreuzberg, Denkmal Nr. 09030936
- 1898–1899 Luisenstädtische Bank, Köpenicker Straße 95, Berlin-Mitte, Denkmal Nr. 09035380
- 1900–1902 Umbau der Nikolaikirche, Berlin-Mitte
- 1902 Grabmal von Rudolf Virchow auf dem Alter St.-Matthäus-Kirchhof, Berlin-Schöneberg

### 1909–1916, G. Knoblauch, A. Knoblauch, E. Mellin
- 1909 Corpshaus Guestphalia, Marburg
- 1910–1913 Schloss Seitendorf. Erweiterungsbau, Bolków im Powiat Jaworski, Polen
- 1911–1914 Umbau Rittergut Keibel, Ludwigsburg/Uckermark (Schenkenberg) (heute ev. Seniorenzentrum)
- 1913–1915 Schloss Erxleben. Umbau

## Veröffentlichungen
- Gustav Knoblauch: Die Neue Synagoge in Berlin. In: Zeitschrift für Bauwesen. 1866, Sp. 3–6, 481–486, Tafeln 1–6, urn:nbn:de:kobv:109-opus-87705 (Jahrgang 16; im Bestand der Zentral- und Landesbibliothek Berlin).